# Коста-Валле-Иманья
Коста-Валле-Иманья (итал. Costa Valle Imagna) — коммуна в Италии, располагается в регионе Ломбардия, в провинции Бергамо.
Население составляет 620 человек (2008 г.), плотность населения составляет 155 чел./км². Занимает площадь 4 км². Почтовый индекс — 24030. Телефонный код — 035.
В коммуне 2 июля особо празднуется Встреча Марии и Елизаветы.

## Демография
Динамика населения:

## Администрация коммуны
- Официальный сайт: